# 6682 Makarij
A 6682 Makarij (ideiglenes jelöléssel 1973 ST3) a Naprendszer kisbolygóövében található aszteroida. Ljudmila Vasziljevna Zsuravljova fedezte fel 1973. szeptember 25-én.